# Epinephelus akaara
Epinephelus akaara is een  straalvinnige vissensoort uit de familie van zaag- of zeebaarzen (Serranidae). De wetenschappelijke naam van de soort werd voor het eerst geldig gepubliceerd in 1842 door Temminck & Schlegel.
De soort staat op de Rode Lijst van de IUCN als Bedreigd, beoordelingsjaar 2003. De omvang van de populatie is volgens de IUCN dalend.